# Murray Gell-Mann
Murray Gell-Mann (Manhattan, New York, 15. rujna, 1929. – 24. svibnja, 2019.) bio je američki fizičar, dobitnik Nobelove nagrade 1969. za doprinose na teoriji elementarnih čestica.
Rođen je u židovskoj obitelji i bilo je "čudo od djeteta". Upisao se na Sveučilište Yale s 15 godina, a s 23 godine je započeo revoluciju u shvaćanju elementarnih čestica.

Gell-Mann i Richard Feynman radeći zajedno, te suparnička skupina – George Sudarshan i Robert Marshak su bili prvi koji su našli strukturu slabe sile.
Murray Gell-Mann skupljao je antikvitete iz Istočne Azije i bavio se jezicima.

## Vanjske poveznice
- Internetska stranica Murrayja Gell-Manna na Institutu Santa Fe  Arhivirana inačica izvorne stranice od 26. prosinca 2007. (Wayback Machine) (eng.)
- The Man With Five Brains (eng.)
- Strange Beauty home page (eng.)
- The Making Of A Physicist: A Talk With Murray Gell-Mann (eng.)
- The many worlds of Murray Gell-Mann  Arhivirana inačica izvorne stranice od 15. veljače 2005. (Wayback Machine) (eng.)
- THE SIMPLE AND THE COMPLEX, Part I: THE QUANTUM AND THE QUASI-CLASSICAL with MURRAY GELL-MANN, Ph.D. (eng.)
- The Man Who Knows Everything, David Berreby, New York Times, 8. svibnja 1994.  (eng.)